# Larus smithsonianus
Il gabbiano reale americano (Larus smithsonianus, Coues 1862) è un uccello della famiglia dei Laridi.

## Sistematica
Larus smithsonianus non ha sottospecie, è monotipico. Fino a poco tempo fa era considerato una sottospecie di Larus argentatus, ma studi recenti hanno dimostrato che il gabbiano reale americano non è strettamente imparentato con il gabbiano reale nordico.

## Distribuzione e habitat
Questo gabbiano vive in tutto il Nord America e nel Centro America. È accidentale nel Sud America settentrionale e nei Caraibi. Alcuni esemplari sono stati registrati in Gran Bretagna e in Giappone.